# 中林町 (阿南市)
中林町（なかばやしちょう）は、徳島県阿南市の町名。2014年3月31日現在の人口は1,646人、世帯数は601世帯。郵便番号は〒774-0016。

## 地理
阿南市の北東部に位置し、東は紀伊水道に面し、西は才見町・見能林町に接する。
第2種漁港中林漁港を中心に沿岸漁業が古くから盛んで、大浜に明治45年以来の中林漁協がある。西部には耕地もあり、半農半漁の生活が営まれる。北の脇海水浴場は南北2Kmに及ぶ遠浅砂浜海岸で、県内有数の海水浴場である。

### 河川
- 打樋川

### 小字

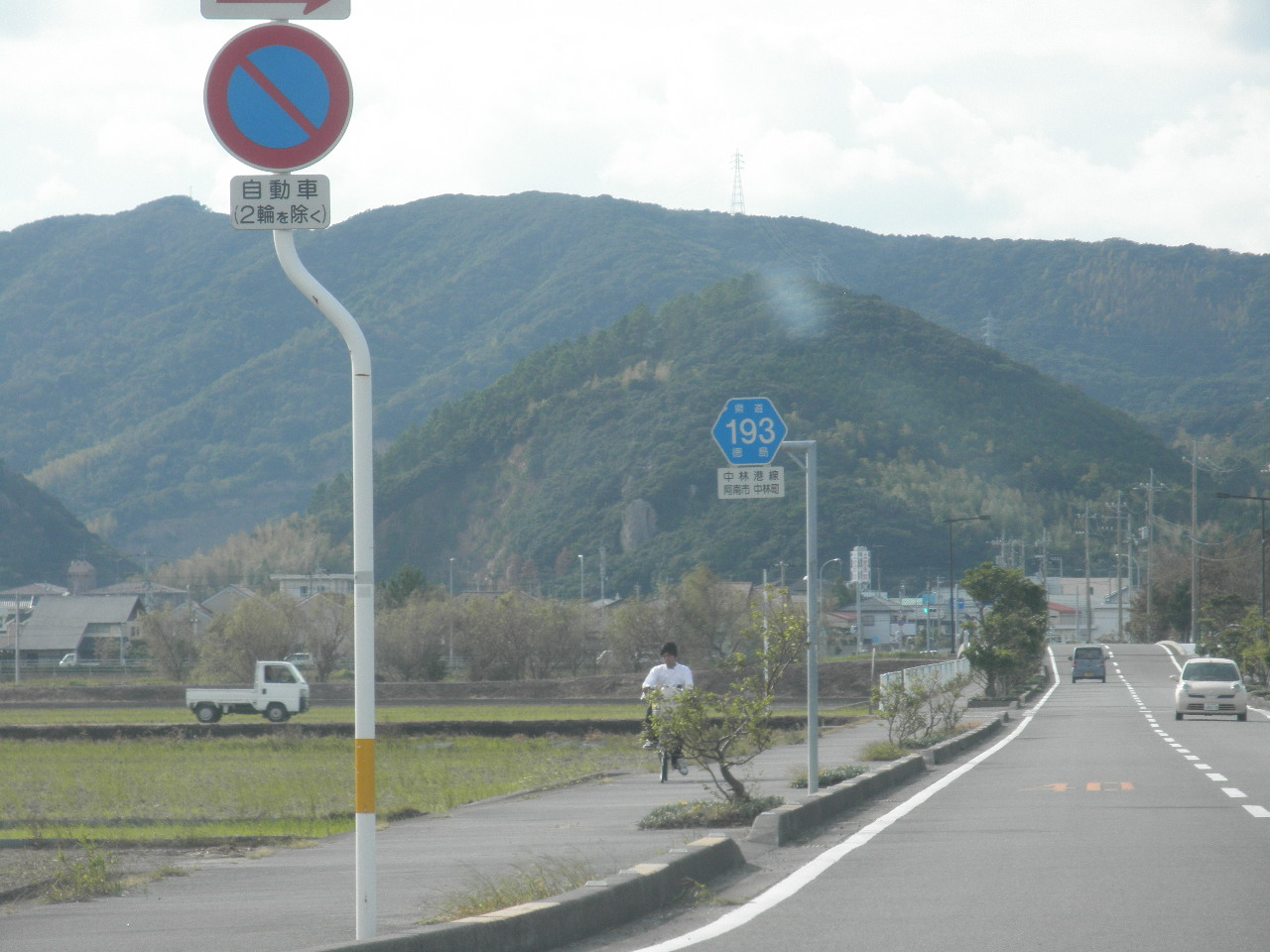
中林町字大切

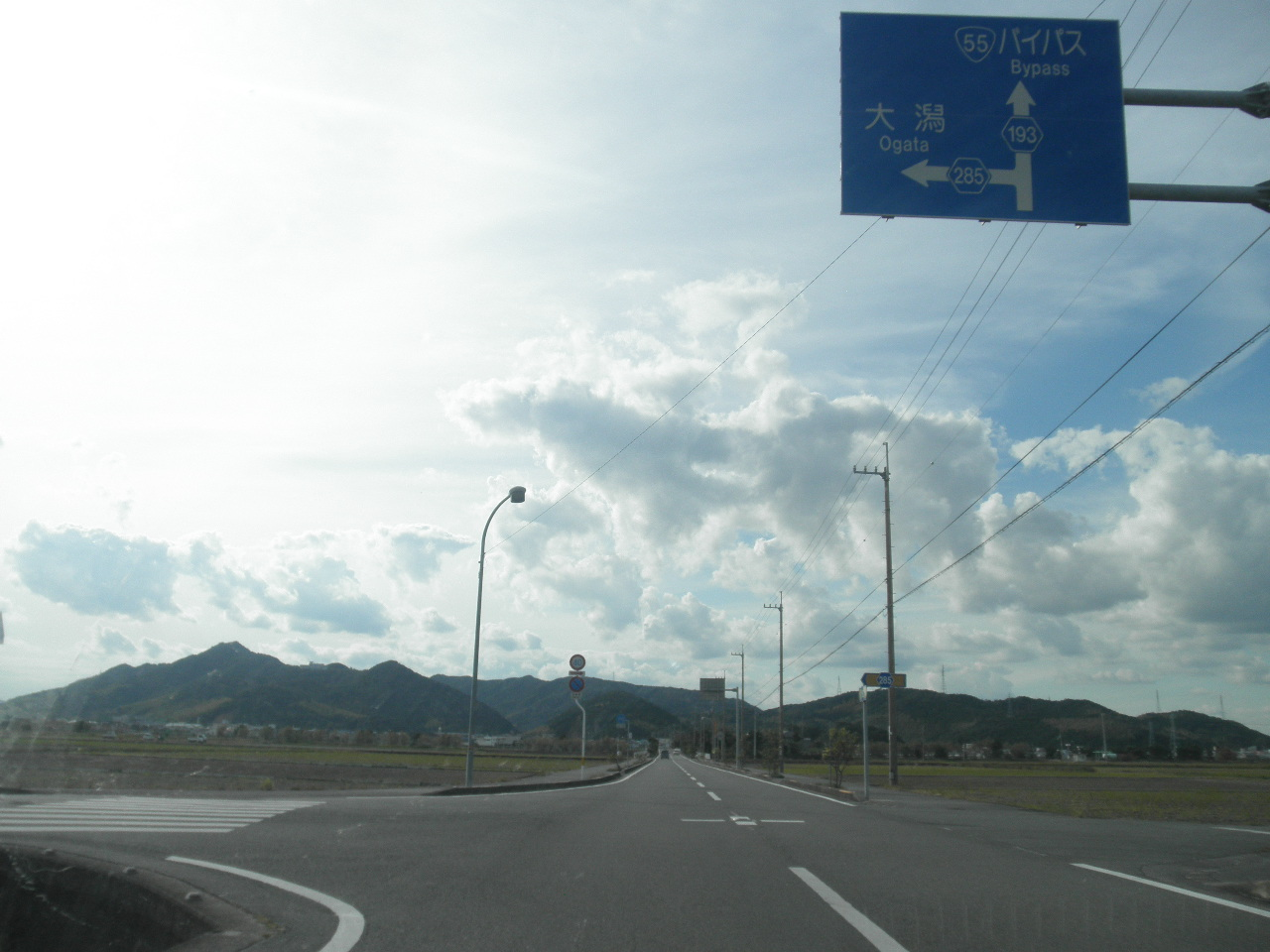
中林町字大切

| - 青イハリ - 大切 - 大久保 - 大浜 - カウシ山 - 上川 | - 蟹田 - 北 - 古浜 - サンライズヒル - 大明神 - 堤ノ内 | - 戸留 - 長尾 - 中塚 - 西ノ前 - 畠田 - 八反地 | - 浜戸 - 林崎 - 原 - 東 - 平山 - 蛭子浜 | - 前地 - 松ノ内 - 南 - 山ノ下 - 横手 - 吉ケ内 | - 吉原 - 鎧石 - 鎧崎 |  |

## 歴史
江戸期から町村制の施行された明治22年にかけては那西郡および那賀郡の村であった。寛文4年より那賀郡に属す。
明治22年に同郡見能林村の大字となった。昭和30年より富岡町の大字となる。昭和33年に阿南市が誕生し、現在の町名となる。

## 施設
- 北の脇海水浴場 - 日本の渚百選、とくしま88景選定
- 中林海岸
- 蛭子神社
- 野神神社
- 金比羅神社
- 真福寺（高野山真言宗）

かつて存在した施設
- 阿南市立見能林小学校中林分校 - 1996年に廃校

## 交通

### 道路
都道府県道
- 徳島県道193号中林港線
- 徳島県道285号戎山中林富岡港線

### 路線バス
徳島バス
- 中林
- 北ノ脇東
- 北ノ脇中
- 北ノ脇

## 出身の人物
- 杉本裕太郎 - プロ野球選手
- 樫野恒太郎 - 実業家